# إميل فون بهرنغ
إِميل أدولف فون بهرِنغ (بالألمانية: Emil von Behring)، هو طبيب ألماني حاصل على جائزة نوبل في الطب عام 1901 لتطويره علاجاً بمصل الدم لمرضي الدفتيريا والتيتانوس، وهو بذلك أول من حصل على جائزة نوبل في مجال الطب على الإطلاق.

## رحلته العلمية
ولد بهرنغ في هانسدورف، التي كانت تابعة آنذاك لمملكة بروسيا الألمانية (وتتبع بولندا حالياً) في 15 مارس 1854، وكانت الحالة المادية لأسرته ضعيفة لا تستطيع إلحاقه بالجامعة، فاضطر بهرنج في سنة 1874 إلى الالتحاق بأكاديمية التعليم الطبي العسكري (بالألمانية: Akademie für das militärärztliche Bildungswesen) في برلين، وهو ما مكنه من دراسة الطب بتكلفة مادية معقولة ولكن في مقابل أنه ألزم بالبقاء في الخدمة العسكرية لعدة سنوات بعد تخرجه عام 1878، حيث خدم في فوهلاو Wohlau وبوسن Posen ببولندا، وفي بوسن بدأ اهتمام بهرنج بدراسة الأمراض المعدية.
وفي عام 1888 عاد بهرنج إلى برلين، وهناك تتلمذ على يد روبرت كوخ وساعده في أبحاثه، ثم انتقل معه في العام التالي إلى معهد الأمراض المعدية، وهناك تعرف على رائد ثالث من رواد ذلك المجال هو بول إرليخ فأصبح ثلاثتهم فريقاً علمياً متميزاً في علم الأحياء الدقيقة الطبية.

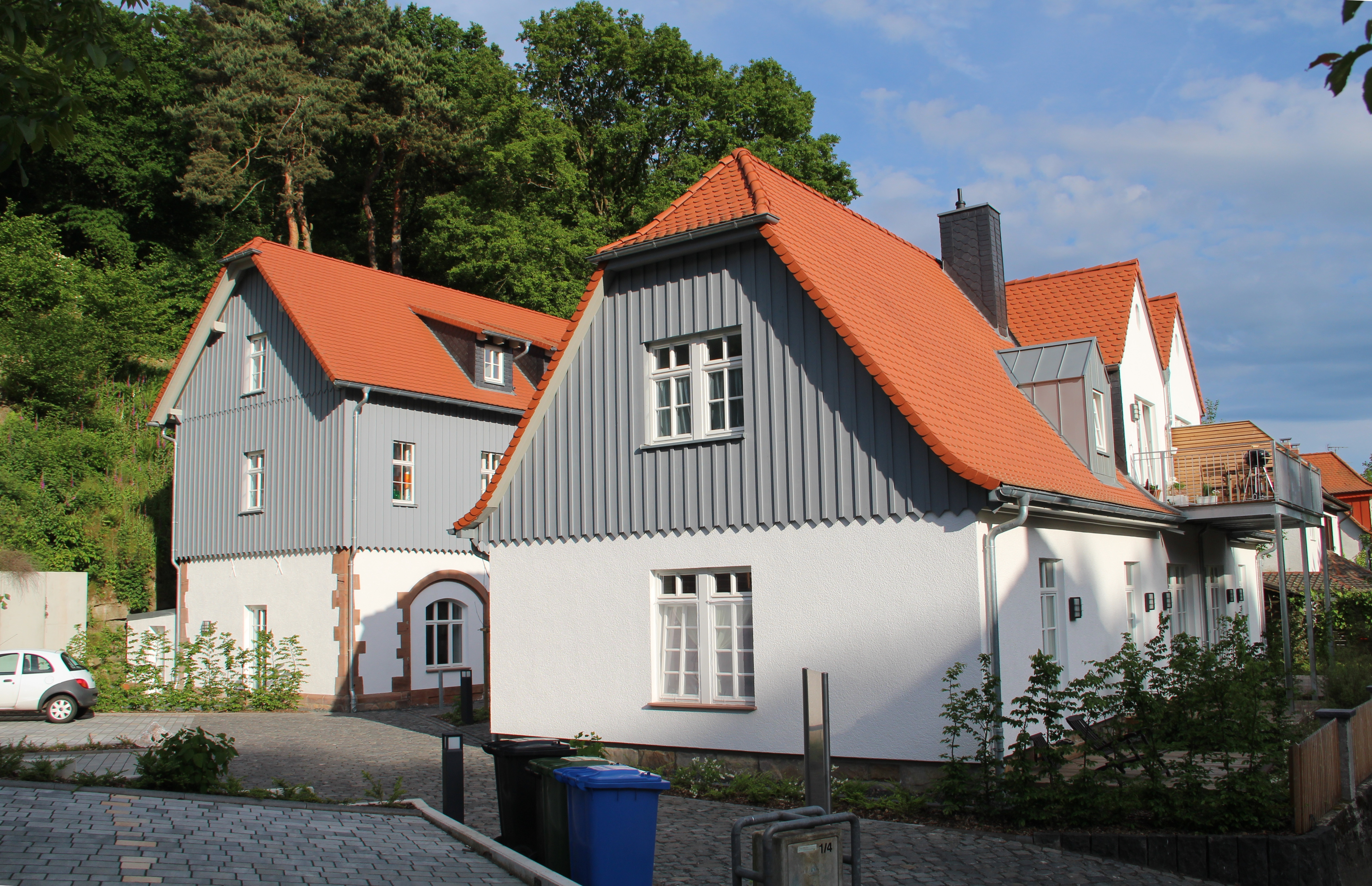
مختبر عام 1913 في Wannkopfstraße في ماربورغ

وفي عام 1894 عُيِّن بهرنج أستاذاً لحفظ الصحة في جامعة هاله، ثم عُيِّن في العام التالي أستاذاً لنفس العلم في جامعة ماربورغ (رغم معارضة مجلس الكلية لذلك التعيين في البداية)، وقدّر له أن يستقر في هذا المنصب حتى وفاته.

## أبحاثه
أبرز أعمال بهرنج هي أبحاثه عن مرضي الدفتيريا والدرّن (السل)، ففي عام 1890 قام بهرنج وكيتاساتو شيباسابورو Kitasato Shibasaburo بنشر اكتشافهم حول تكون مواد مضادة لسميات البكتريا antitoxins في دم الحيوانات المختبرية عند حقنها بجرعات متصاعدة من بكتيريا الدفتيريا أو الدرن، كما أثبتا أن حقن هذه المادة المضادة للسميات المأخوذة من دماء حيوان ما، يؤدي - إذا حقن في حيوان آخر - إلى تحصين ذلك الحيوان أيضاً من نفس المرض، بل وقد يؤدي أيضاً إلى شفاء حيوان أصيب بالفعل بأعراض مرض الدفتيريا.
وبعد أن وهنت صحة بهرنج، وابتداء من سنة 1901 توقف بهرنج عن التدريس بالجامعة وكرس وقته بشكل كبير لدراسة مرض الدرن، ولتسهيل عمله البحثي قامت إحدى الشركات التي كانت تدعم أبحاثه مادياً ببناء معامل مجهزة له في ماربورغ، ثم قام بهرنج نفسه عام 1941 بإنشاء مختبرات بهرنج Behringwerke في ماربورغ أيضاً بغرض إنتاج اللقاحات والطعوم وإجراء الأبحاث عليها.

## مؤلفاته
- العلاج بمصل الدم (بالألمانية: Die Blutserumtherapie) سنة 1892
- تاريخ الدفتيريا (بالألمانية: Die Geschichte der Diphtherie) سنة 1893
- مكافحة الأمراض المعدية (بالألمانية: Bekämpfung der Infektionskrankheiten) سنة 1894
- مساهمات في المداواة التجريبية (بالألمانية: Beiträge zur experimentellen Therapie) سنة 1906

كما جمع بهرنج أعماله البحثية ونشرها في عامي 1893 و 1915 تحت عنوان Gesammelte Abhandlungen أو "أوراق بحثية مجمعة"

## التكريمات التي حصل عليها
حصل بهرنج على العديد من التكريمات من بينها وسام جوقة الشرف الفرنسي من رتبة ضابط، وعضويات فخرية في الجمعيات الطبية بكل من إيطاليا وتركيا وفرنسا والمجر وروسيا، وانتخب عضواً أجنبياً شرفياً بالأكاديمية الأمريكية للعلوم والفنون سنة 1902. بالإضافة إلى حصوله على العديد من الأوسمة والتكريمات من وطنه الأم ألمانيا ومن تركيا ورومانيا وتوج ذلك كله بحصوله على  جائزة نوبل في الطب عام 1901. ميدالية جائزة نوبل الخاصة به معروضة حالياً في متحف الصليب الأحمر والهلال الأحمر الدوليين بمدينة جنيف.

## وفاته
توفي بهرنج في مدينة ماربورغ في 31 مارس 1917. وقد كرمته جامعة ماربورغ بإنشاء جائزة باسمه، تعد أرفع جائزة طبية في ألمانيا.

## روابط خارجية
- إميل فون بهرنغ على موقع الموسوعة البريطانية (الإنجليزية)
- إميل فون بهرنغ على موقع إن إن دي بي (الإنجليزية)